# Ctenolucius
Ctenolucius – rodzaj słodkowodnych ryb kąsaczokształtnych z rodziny szczupieńcowatych (Ctenoluciidae).

## Występowanie
Ryby naturalnie występują w Panamie, Kolumbii i Wenezueli.

## Klasyfikacja
Gatunki zaliczane do tego rodzaju:
- Ctenolucius beani
- Ctenolucius hujeta

Gatunkiem typowym jest Xiphostoma hujeta (C. hujeta).